# سامنر پین
سامنر پین (انگلیسی: Sumner Paine؛ ۱۳ مهٔ ۱۸۶۸ – ۱۸ آوریل ۱۹۰۴) یک تیرانداز اهل ایالات متحده آمریکا بود.
از افتخارات وی میتوان به کسب مدال طلا تپانچه ۳۰ متر آزاد و مدال نقره تپانچه جنگی ۲۵ متر در بازی‌های المپیک تابستانی ۱۸۹۶ اشاره کرد.